# Nentwigia diffusa
Genre
Espèce
Nentwigia diffusa, unique représentant du genre Nentwigia, est une espèce d'araignées aranéomorphes de la famille des Linyphiidae.

## Distribution
Cette espèce se rencontre en Thaïlande, au Laos,en Indonésie et sur les îles Krakatoa.

## Publication originale
- Millidge, 1995 : Some linyphiid spiders from south-east Asia. Bulletin of British arachnological Soceity, vol. 10, no 2, p. 41-56.